# Dipartimento di Chacabuco (San Luis)
Chacabuco è un dipartimento collocato a nord-est della provincia argentina di San Luis, con capoluogo Concarán.

## Geografia fisica
Confina a nord con il dipartimento di Junín, a est con la provincia di Córdoba, a sud con il dipartimento di General Pedernera, a ovest con i dipartimenti di Libertador General San Martín e Coronel Pringles.

## Società

### Evoluzione demografica
Secondo il censimento del 2001, su un territorio di 2.651 km², la popolazione ammontava a 18.410 abitanti, con un aumento del 21,51% rispetto al censimento del 1991.
Abitanti censiti

## Amministrazione
Municipi del dipartimento:
- Concarán
- Cortaderas
- Naschel
- Papagayos
- Renca
- San Pablo
- Tilisarao
- Villa del Carmen
- Villa Larca

| Controllo di autorità | VIAF (EN) 2005155191924382440007 |

1. ↑  Inst. Nac. de Estadística y Censos (INDEC)